# Яблонски, Стив
Стив Ябло́нски (англ. Steve Jablonsky; род. 9 октября 1970) — американский композитор кинофильмов, телесериалов и видеоигр.

## Ранняя жизнь
Мать Яблонски родилась в японском лагере для интернированных. Он поступил в колледж Калифорнийского университета в Беркли и сначала изучал информатику, но год спустя переключился на музыкальные композиции. После окончания школы он стал стажером в Remote Control Productions Ханса Циммера, предварительно позвонив в студию, чтобы спросить, не нужна ли им какая-либо помощь. В это время Яблонски познакомился с Гарри Грегсоном-Уильямсом, коллегой-композитором Циммера, и начал работать его ассистентом. Позже он стал больше сотрудничать с Хансом Циммером и начал сочинять музыку для таких произведений, как "Отчаянные домохозяйки".
Время спустя Стив написал дополнительную музыку к фильму Майкла Бэя «Перл-Харбор» и Майкл сказал Яблонски - "Ого, вы хорошо сделали свою работу, хотя мы вам даже не заплатили". После этого началось сотрудничество Бэя и Яблонски с фильма «Остров».
Сам Яблонски вспоминал, что его отец настаивал на том, чтобы окончить университет информационных технологий и после окончания работать в этой сфере, хотя Стиву она совсем не нравилась. Но во время учёбы его отец умер и мать Яблонски сказала Стиву, что если ему не нравится учёба, то пусть попробует себя в музыке.

### Личная жизнь
Проживает в Лос-Анджелесе с женой и двумя детьми

## Биография
Среди его работ музыкальные темы к таким фильмам как «Техасская резня бензопилой» (2003), «Стимбой» (2004), «Остров» (2005), «Трансформеры» (2007), «Война динозавров» (2007), трейлер к фильму «Аватар» (2009), «Трансформеры: Месть падших» (2009), «Кошмар на улице Вязов» (2010), «Трансформеры 3: Тёмная сторона Луны» (2011), «Морской бой» (2012), «Кровью и потом: Анаболики» (2013), а также к эпизодам сериала «Отчаянные домохозяйки». В течение 7 лет работал с Гарри Грегсон-Уильямсом.
Кроме того, участвовал в написании музыки к играм The Sims 3, Metal Gear Solid 2: Sons of Liberty, Command & Conquer 3: Tiberium Wars и Gears of War 2.
Яблонски работает в музыкальной студии Ханса Циммера «Remote Control Productions» (ранее известной как «Media Ventures»). В этой компании он создал основную часть своих произведений. Также Стив часто сотрудничает с Хансом Циммером.

## Фильмография
| Год       | Фильм                               | Режиссёр                 | Компания производитель                                | Дополнения |
| --------- | ----------------------------------- | ------------------------ | ----------------------------------------------------- | --- |
| 2003      | Техасская резня бензопилой          | Маркус Ниспель           | New Line Cinema                                       | Первая самостоятельная работа Стива Яблонски.                                                                   |
| 2004      | Стимбой                             | Кацухиро Отомо           | Sony Pictures Entertainment                           | |
| 2004-2012 | Отчаянные домохозяйки               | Марк Черри               | ABC                                                   | |
| 2005      | Ужас Амитивилля                     | Эндрю Дуглас             | Metro-Goldwyn-Mayer                                   | |
| 2005      | Остров                              | Майкл Бэй                | Warner Bros.                                          | Первая официальная работа с Майклом Бэйем.                                                                      |
| 2006      | Техасская резня бензопилой: Начало  | Джонатан Либесман        | New Line Cinema                                       | |
| 2007      | Трансформеры                        | Майкл Бэй                | Paramount Pictures DreamWorks Pictures                | Продюсер альбома и дополнительная музыка — Ханс Циммер.                                                         |
| 2007      | Война динозавров                    | Сим Хённэ                | Showbox                                               | Первая авторская и продюсерская работа.                                                                         |
| 2007      | Попутчик                            | Дэйв Мейерс              | Rogue Pictures                                        | |
| 2009      | Трансформеры: Месть падших          | Майкл Бэй                | Paramount Pictures DreamWorks Pictures                | Продюсер альбома и дополнительная музыка — Ханс Циммер. С участием оригинальной песни Linkin Park "New Divide". |
| 2009      | Пятница, 13-е                       | Маркус Ниспель           | New Line Cinema Paramount Pictures                    | |
| 2010      | Кошмар на улице Вязов               | Сэмюэль Байер            | New Line Cinema                                       | |
| 2011      | Храбрые перцем                      | Дэвид Гордон Грин        | Universal Pictures                                    | |
| 2011      | Трансформеры 3: Тёмная сторона Луны | Майкл Бэй                | Paramount Pictures                                    | Продюсер альбома Ханс Циммер.                                                                                   |
| 2012      | Морской бой                         | Питер Берг               | Universal Pictures                                    | |
| 2013      | Охотники на гангстеров              | Рубен Флейшер            | Warner Bros.                                          | Заменил Картера Бёруэлла.                                                                                       |
| 2013      | Кровью и потом: Анаболики           | Майкл Бэй                | Paramount Pictures                                    | |
| 2013      | Игра Эндера                         | Гэвин Худ                | Summit Entertainment                                  | Заменил Джеймса Хорнера.                                                                                        |
| 2013      | Уцелевший                           | Питер Берг               | Universal Pictures                                    | |
| 2014      | Трансформеры: Эпоха истребления     | Майкл Бэй                | Paramount Pictures                                    | С участием оригинальной песни Imagine Dragons "Battle Cry".                                                     |
| 2015      | Последний охотник на ведьм          | Брек Айснер              | Summit Entertainment                                  | |
| 2016      | Кеану                               | Питер Атенсио            | Warner Brothers, Principato-Young Entertainment       | Сочинено совместно с Натаном Уайтхедом.                                                                         |
| 2016      | Черепашки-ниндзя 2                  | Дэйв Грин                | Paramount Pictures                                    | |
| 2016      | Глубоководный горизонт              | Питер Берг               | Di Bonaventura Pictures, Lionsgate, Participant Media | |
| 2017      | Трансформеры: Последний рыцарь      | Майкл Бэй                | Paramount Pictures Hasbro                             | |
| 2018      | Небоскрёб                           | Роусон Маршалл Тёрбер    | Legendary Pictures                                    | С участием оригинальной песни Джейми Н. Коммонса "Walls".                                                       |
| 2020      | Бладшот                             | Дэйв Уилсон              | Sony Pictures Entertainment                           | |
| 2021      | Красное уведомление                 | Роусон Маршалл Тёрбер    | Netflix                                               | |
| 2022      | Суперпитомцы                        | Сэм Ливайн, Джаред Штерн | Warner Bros. Pictures                                 | Заменил Доминика Льюиса.                                                                                        |

## Видеоигры
| Год  | Название                              | Издатель               | Примечания                                                                          |
| ---- | ------------------------------------- | ---------------------- | ----------------------------------------------------------------------------------- |
| 2001 | Metal Gear Solid 2: Sons of Liberty   | Konami                 | Дополнительная музыка, написанная с Гарри Грегсоном-Уильямсом и Норихико Хибино.    |
| 2007 | Command & Conquer 3: Tiberium Wars    | Electronic Arts        | Сочинено совместно с Тревором Моррисом.                                             |
| 2007 | Transformers: The Game                | Activision             | Сочинено совместно с Джонатаном Флудом, Дэвидом Уиттакером и Адамом Хэем.           |
| 2008 | Gears of War 2                        | Microsoft Game Studios |                                                                                     |
| 2009 | The Sims 3                            | Electronic Arts        |                                                                                     |
| 2009 | Transformers: Revenge of the Fallen   | Activision             | Дополнительная музыка от Julien-K и Бобби Тахури.                                   |
| 2010 | Prince of Persia: The Forgotten Sands | Ubisoft                |                                                                                     |
| 2011 | Gears of War 3                        | Microsoft Game Studios |                                                                                     |
| 2013 | Gears of War: Judgment                | Microsoft Game Studios | Сочинено совместно с Джейкобом Ши.                                                  |
| 2014 | Transformers: Rise of the Dark Spark  | Activision             | Сочинено совместно с Джеффом Бродбентом, Бобби Тахури и Троэльсом Бруном Фольманом. |

## Награды и номинации
| Премия               | Год  | Фильм / Компьютерная игра           | Результат |
| -------------------- | ---- | ----------------------------------- | --------- |
| BMI Film Music Award | 2004 | Техасская резня бензопилой          | Победа    |
| BMI TV Music Award   | 2005 | Отчаянные домохозяйки               | Победа    |
| BMI Film Music Award | 2008 | Трансформеры                        | Победа    |
| IFMCA Award          | 2009 | Gears of War 2                      | Номинация |
| BMI Film Music Award | 2010 | Трансформеры: Месть падших          | Победа    |
| IFMCA Award          | 2012 | Храбрые перцем                      | Номинация |
| BMI Film Music Award | 2012 | Трансформеры 3: Тёмная сторона Луны | Победа    |
| BMI Film Music Award | 2013 | Морской бой                         | Победа    |
| HMMA Award           | 2014 | Трансформеры: Эпоха истребления     | Номинация |